# National Road 58
La National Road 58 (N58) è una strada irlandese nazionale di livello secondario che collega Foxford in prossimità della N26a Bellavary in prossimità della N5 nella contea di Mayo nel nord-ovest della Repubblica d'Irlanda. Fa parte della via principale per raggiungere Ballina da Castlebar e con una lunghezza di meno di 12 km è una delle strade nazionali più corte in assoluto nel paese.
Nel 2021 era trapelata la prospettiva di una modifica alla N58 per permettere un collegamento con la N26 al di fuori di Foxford. Il collegamento avviene attualmente nel centro del paese causando congestionamenti di traffico. Nel novembre 2021 il progetto è stato momentaneamente accantonato.
Ad eccezione di Foxford la strada non passa per centri abitati di dimensioni significative, tuttavia lungo il suo percorso è possibile ammirare il Castello di Ballylahan.
La strada è percorsa dalla linea 52 della Bus Éireann che collega Galway a Ballina passando per Castlebar e Foxford.